# أندي ريان
أندي ريان (بالإنجليزية: Andy Ryan) (29 سبتمبر 1994 - ) هو مدرب كرة قدم ولاعب كرة قدم بريطاني في مركز الهجوم. لعب مع نادي بريتشين سيتي وهاميلتون أكاديميكال ونادي اربوراث وفورفار أثلتيك ‏.

## وصلات خارجية
- أندي ريان على موقع قاعدة بيانات كرة القدم.إي يو (الإنجليزية)
- أندي ريان على موقع Soccerway.com (الإنجليزية)